# Chiesa della Visitazione di Maria Santissima (Capizzone)
La chiesa della Visitazione di Maria Santissima, conosciuta come della Mortesina, è un luogo di culto cattolico di Capizzone. La chiesa è caratterizzata dall'abside in stile romanico del XII secolo.
La chiesa è suffraganea della chiesa parrocchiale di San Lorenzo e inserita nel vicariato di Rota d'Imagna.

## Storia
La chiesa della Visitazione di Maria fu edificata intorno al XII secolo e prende il nome dalla località che la ospita. Non vi sono fonti che documentano i primi secoli della chiesa ma il nome Mortesina risale al Seicento, quando in prossimità vi furono inumati i morti della peste del 1630. Dopo la peste nella chiesa celebrò ogni anno la festa di san Rocco, protettore degli appestati.
Il primo documento che cita la chiesa conservato negli archivi della diocesi di Bergamo, risale al 1335, e cita l'allora presbitero della parrocchiale di Berbenno, che tra le molte chiese del territorio che aveva incarico di servire, vi era anche quella che detta "Opullo de Valdimania de Brembilla". La valle e la località subìrono molte devastazioni durante gli scontri tra i guelfi e ghibellini e successivamente tra i Visconti e i veneziani, nonché dagli abitanti di Brembilla che si trovavano sulla sponda orografica opposta del fiume Imagna, e che obbligarono l'abbandono del territorio da parte dei villani. Anche la chiesa subì la medesima sorte, venendo prima parzialmente demolita nel 1443 e poi abbandonata. La chiesa fu ricostruita per volontà di Gio Casotto nella prima metà del XVI secolo, divenendo proprietario di molti fondi della località, e visitata da san Carlo Borromeo arcivescovo di Milano, nell'autunno del 1575. Dagli atti risulta che la chiesa era intitolata a Santa Maria Elisabetta e posta sul luogo "dicta Carminata", nonché sussidiaria della parrocchiale di San Lorenzo.
Lavori di ristrutturazione furono eseguiti nel XX secolo con la costruzione del porticato esterno nel 1965, mentre le opere a fresco furono restaurate nei primi anni del XXII secolo.

## Descrizione

### Esterno
L'edificio di culto è posizionato lungo il versante orografico sinistro del torrente Imagna, in posizione dominante sulla valle e sull'abitato di Capizzone. La sua costruzione, pur non risalente al periodo romanico, presenta stilemi tipici dell'architettura romanica. Dell'antico edificio rimane solo l'abside a pianta rettangolare e in conci di pietra sagomati collocati in file regolari con particolare cura nelle parti angolari. La parte ospita due monofore strombate con la parte curva composta da un unico blocco di pietra, ad indicare un importante interesse artistico, e atte a illuminare la parte del coro.
Il fronte principale è anticipato dal porticato in pietra, completo di pilastri che poggiano sul muretto sempre in pietra. Questo ha aperture che anticipano l'ingresso principale. Il portale è in pietra ad arco e la parte superiore della facciata presenta un'apertura semicircolare, l'unica a illuminare l'aula. La parte termina con il tetto a due falde.

### Interno
L'interno con volta a crociera, a unica navata ospita grandi tele raffiguranti scene dell'antico testamento. La zona presbiteriale è preceduta dall'ampio arco trionfale con vota da catino, e ospita affreschi risalenti al XIV e XV secolo.